# Melanodolius enderleini
Melanodolius enderleini là một loài tò vò trong họ Ichneumonidae.